# 棚倉城

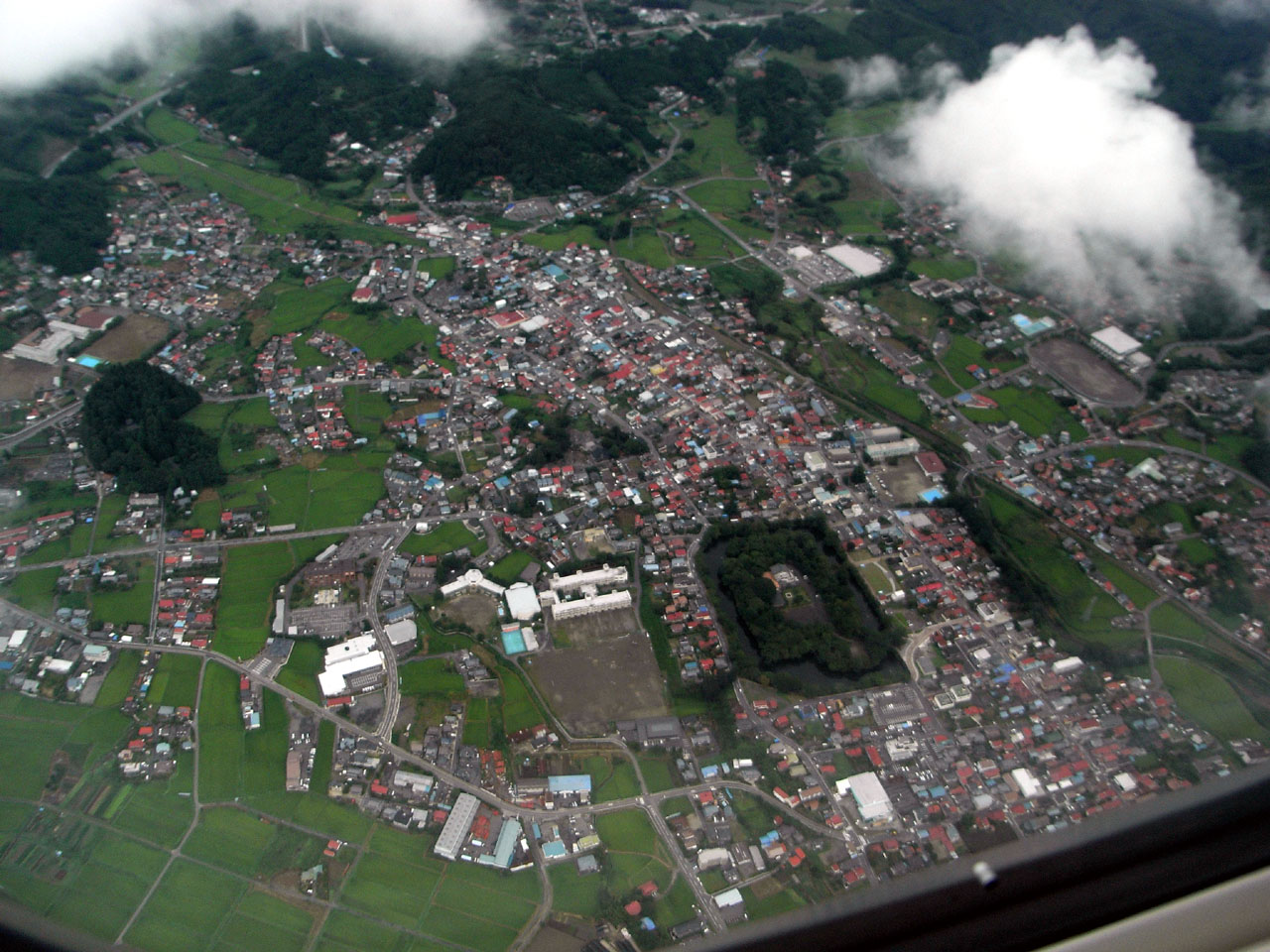
棚倉城跡空撮　写真上端の山地を蛇行しながら貫く道路の左側が赤舘跡。写真左端中央の木々の生い茂る箇所が、遷宮された都都古別神社。

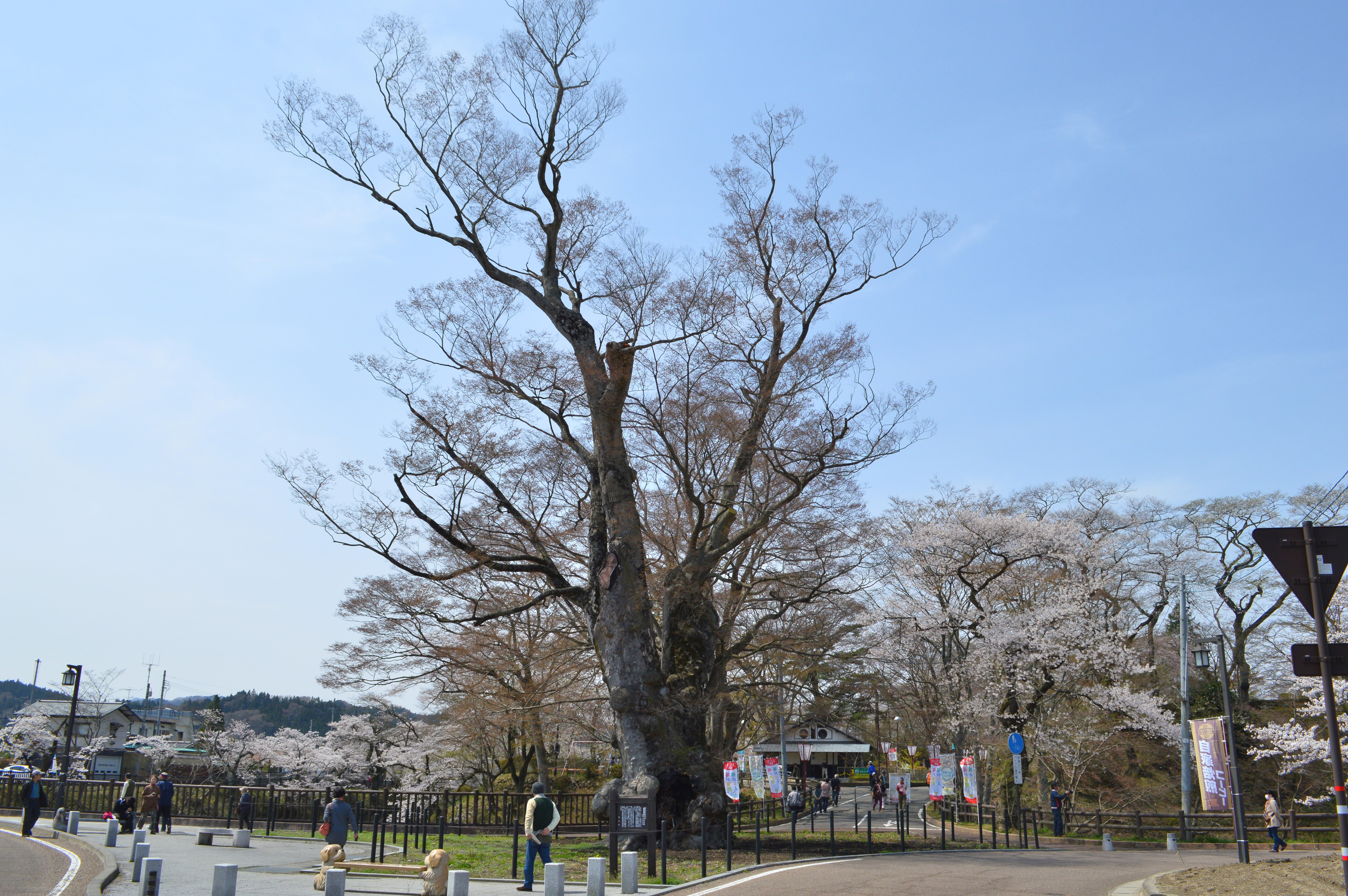
棚倉城跡の大ケヤキ
（福島県指定天然記念物）

棚倉城（たなぐらじょう）は、福島県東白川郡棚倉町にあった日本の城。別名亀ケ城。寛永2年（1625年）に丹羽長重によって築城された。棚倉藩の藩庁が置かれた。国の史跡に指定されている。

## 歴史
立花宗茂の後を受けて元和8年（1622年）に棚倉藩に5万石で入封した丹羽長重は、それまでの赤館を避け棚倉盆地の中央にあった都都古別神社を遷宮し、その跡地に江戸幕府の許可を得て棚倉城を寛永2年に築城した。長重は寛永4年（1627年）に白河藩に移封され、諸大名の転封を繰り返した後、最終的には慶応2年（1866年）に阿部正静が6万石で入封した。棚倉藩は奥羽越列藩同盟に加盟。慶応4年（1868年）に勃発した戊辰戦争では、官軍側は白河大統寺の住職・賢邦を使者として恭順を勧めたが、棚倉藩が拒絶した為、板垣退助の率いる新政府軍800名の攻撃を受けた。当時、藩主阿部正静が白河に出兵しており棚倉城は正静の父正外と僅かな城兵が守るのみであったため、6月24日、阿部正外は城を放火（自焼）して分領である保原に撤退、わずか1日で落城した。その為、板垣退助ら官軍は棚倉城の近隣にある蓮家寺を本陣とした。
異名の亀ヶ城は、濠に大亀が棲んでおり、浮かび上がって姿を見せると決まって殿様が転封になるという言い伝えによるという。

## 構造
城は本丸を中心に二の丸が周りを取り囲み、さらに二の丸の北部から西部にカギ型の三の丸が配置される、輪郭・梯郭式の平城だった。二の丸の一部以外に石垣はほとんどなく、土塁と二重の堀で構成されている。
本丸は南北に長い長方形をしており、御殿が建てられ城の中心となる。本丸の南北二つの虎口は土塁ながらも二門を完備した枡形で構成されており、南虎口が大手となる。山形城本丸とよく似た構成である。天守や代用の三重櫓は無いが、土塁や水掘はかなり規模が大きく、二重の隅櫓4基が上げられていた。櫓の間は多聞櫓で結ばれており、本丸を多聞櫓で囲むのは東北地方では珍しい縄張りである。
厳重な縄張りの本丸に対して二の丸から外は櫓もなく、虎口はいずれも二の門を持たない簡易な構造となっていた。三の丸は防御施設もほとんど無いことから、捨郭とみられている。二の丸から外郭は屋敷地となっており、北を除く三方は河岸段丘の崖を外郭線としていた。面積は約73,000平方メートル。

## 遺構等
本丸および水掘が亀ヶ城公園として整備されており、本丸の堀、土塁がきれいに残存する。二の丸の堀は埋め立てられ完全に消失しているが、二の丸西側の濠沿いの石垣が棚倉中学校グラウンド脇に現存している。
この他、移築建造物として、町内長久寺山門として用いられている南門がある。敷地内には「畑俊六終焉の地」の碑が立っている。

## 観光

### アクセス
- JR水郡線磐城棚倉駅下車、徒歩10分